# Трапистки орден
Трапистки орден, официално наименование Орден на цистерцианците на строгото спазване (на латински: Ordo Cisterciensis Strictioris Observantiae) е католически монашески орден, който се отделя от Ордена на цистерцианците.

## История
Орденът е основан през 1663 г. от Арман Жан Льо Бутилие дьо Рансе, който от 1662 г. е абат на цистерцианския манастир в Солини ла Трап във Франция (откъдето идва и названието на монасите на ордена), като реформистко движение, в отговор на отслабването на реда и морала в другите цистерциански манастири.
Женската клонка на ордена е основана от Луиза, принцеса де Конде.
По време на Френската революция трапистите са прогонени от Франция и основават нови абатства в Швейцария, Русия и Прусия, където обаче също са подложени на преследване. През 1817 г. им е разрешено да се завърнат във Франция. През 1834 г. папа Григорий XVI дарява на ордена името Религиозна конгрегация на цистерцианците от Нотр Дам от Ла Трапе. През 1880 г. около 1500 траписти отново са изгонени от Франция. През 1892 г. папа Лъв XIII официално признава отделянето и автономията на трапистите като самостоятелен орден, независим от цистерцианския.
По данни от 2010 г. трапистите наброяват 2063 монаси, от които 818 свещеници. Женската клонка на ордена наброява около 1800 монахини. Към ордена принадлежат 170 манастира в целия свят.

## Монашески живот
Трапистите спазват Правилата („Regula Benedicti") на Свети Бенедикт много по-строго, отколкото останалите монашески ордени. Тези правила описват идеалите и ценностите на монашеския живот. Съобразно тях, трапистите са задължени да се молят по няколко часа дневно, да се трудят упорито, да съблюдават мълчание (но не да дават обет за мълчание, както погрешно се твърди) и строг пост (не употребяват никакво месо). Облеклото им се състои от монашеско расо с качулка, поясно въже и дървени обувки.
Според 48-а глава от Правилата на Свети Бенедикт "...Безделието е враг на душата; затова братята трябва да бъдат заети с ръчен труд в определени часове ... тогава те са монаси в истината, ако те живеят от работата на своите ръце, както и нашите предци и апостолите...".
Съобразно тези постановления, много от трапистките манастири произвеждат стоки, които се продават, за да осигурят доход за издръжката на монасите и манастира, а и за да послужат за благотворителни и други социални дейности. Трапистките монаси произвеждат и продават различни стоки: хляб, сирене, бира, вино, ликьор, шоколад, гъби, други хранителни и религиозни стоки, облекло и ковчези.
Тъй като според монашеските правила не се изисква въздържание от алкохол, някои трапистки абатства разполагат със собствени пивоварни, в които се произвежда прочутата трапистка бира. В наши дни действащи са осем трапистки пивоварни: шест в Белгия (Westmalle, Westvleteren, Chimay, Rochefort, Orval и Achel), една в Холандия (Koningshoeven) и от 2013 една в Австрия (Engelszell). Трапистките бири са изключително популярни и са считани за едни от най-добрите бири в света.

## Списък с главни абати на Ордена (1892 – 2011)
- 1892 – 1904: Sébastien Wyart
- 1904 – 1922: Augustin Marre
- 1922 – 1929: Jean-Baptiste Ollitraut de Keryvallan
- 1929 – 1943: Herman-Joseph Smets
- 1943 – 1951: Dominique Nogues
- 1951 – 1963: Gabriel Sortais
- 1964 – 1974: Ignace Gillet
- 1974 – 1990: Ambroise Southey
- 1990 – 2008: Bernardo-Luis-José Oliveira
- 2008 – : Eamon Fitzgerald